# Крабоїди
Крабоїди, або неповнохвості (Anomura) — група десятиногих ракоподібних. Хоча багато видів групи включають назву краби, це неправильно, бо Anomura є лише сестринською групою до справжніх крабів (Brachyura).

## Опис
Це дуже різноманітна група і ці мешканці підводного світу можуть бути несхожими один на одного не лише усередині цього інфраряду, але і усередині його родин. При цьому у більшості крабоїдів зовні помітні тільки вісім ніг, ще дві використовуються для регулярного очищення зябер і знаходяться під панциром. Тоді як у справжніх крабів (Brachura) такий спосіб очищення зябер використовується порівняно рідко.

## Класифікація
Інфраряд включає в себе 9 надродин::
| Надродина       | Назва                            | Родини                                                                                        | Фотографії                                  |
| --------------- | -------------------------------- | --------------------------------------------------------------------------------------------- | ------------------------------------------- |
| Aegloidea       | Aegla                            | Aeglidae                                                                                      |                                             |
| Chirostyloidea  |                                  | Chirostylidae Eumunididae Kiwaidae                                                            | Eumunida picta                              |
| † Eocarcinoidea | † Eocarcinus † Platykotta        | † Eocarcinidae † Platykottidae                                                                |                                             |
| Galatheoidea    | Порцелянові краби                | Galatheidae Munididae Munidopsidae Porcellanidae † Retrorsichelidae                           | Munidopsis serricornis (Munidopsidae)       |
| Hippoidea       | Піщані краби                     | Albuneidae Blepharipodidae Hippidae                                                           | Blepharipoda occidentalis (Blepharipodidae) |
| Lithodoidea     | Королівські краби                | Hapalogastridae Lithodidae                                                                    | Lithodes santolla (Lithodidae)              |
| Lomisoidea      | Волосаті кам'яні краби           | Lomisidae                                                                                     |                                             |
| Paguroidea      | Раки-відлюдники і кокосові краби | Coenobitidae Diogenidae Paguridae Parapaguridae Parapylochelidae Pylochelidae Pylojacquesidae | Coenobita clypeatus (Coenobitidae)          |

Найстаріша скам'янілість, приписана Anomura — Platykotta, з тріасу Об'єднаних Арабських Еміратів.